# توني هايوارد
توني هايوارد (بالإنجليزية: Tony Hayward)‏ هو شخصية أعمال ورائد أعمال وجيولوجي بريطاني، ولد في 21 مايو 1957 في سلاو في المملكة المتحدة.

## وصلات خارجية
- توني هايوارد على موقع الموسوعة البريطانية (الإنجليزية)
- توني هايوارد على موقع مونزينجر (الألمانية)
- توني هايوارد على موقع إن إن دي بي (الإنجليزية)